# Freekstyle
Freekstyle é um jogo de Game Boy Advance, PlayStation 2 e GameCube onde seu objetivo e fazer o maior número de pontos sobre uma moto esportiva em diversas arenas.

## Personagens
Brian: É um adolescente rebelde que veste roupa de guerreiro medieval cinza,é um ótimo corredor tem os melhores métodos para derrubar o adversário,adora intimidar seus adversários com fúria, principalmente Max,um dos seus maiores inimigos; Também é apaixonado por Jessica,tem muitos músculos e um peitoral perfeito.
Clifford: É o único personagem afro-americano do jogo,sua personalidade e de um homem com muito senso de humor, ele veste as roupas amarelas e é um dos mais velozes do jogo,ele adora irritar a Leenn, e é um dos mais difíceis para ter acesso para jogar no jogo.
Greg: É um verdadeiro galã de cinema, loiro dos olhos verdes e muito atraente. Namora Jessica é um muito carinhoso e serio. Veste as roupas verdes e um ótimo adversário mas dificilmente chega em primeiro lugar.
Jessica: É uma garota muito estranha, meiga e divertida que usa roupas masculinas, a cor de suas roupas é azul clara. Namora Greg e deixa qualquer um no chinelo quando se trata de corrida, ela é a mais veloz e prestativa, sempre chega em primeiríssimo lugar é uma verdadeira rainha das corridas.
Leenn: É uma verdadeira coelhinha da Playboy, uma garota muito linda e rápida, se veste de um jeito muito sexy e na maioria das vezes mostrando seus peitos e sua barriguinha lisinha, deixando todos os marmanjos na loucura e os personagens masculinos também, é uma moça muito competente e habilidosa, a cor da sua roupa é roxa.
Mike: É um artista rockeiro cheio de tatuagens que vive uma vida cheia de adrenalinas e loucuras,adora correr e é o mais habilidoso,ele e muito mal humorado e se identifica muito com a Stefy, a cor da sua roupa é branca e chega geralmente entre o terceiro ou quarto lugar nas corridas.
Max: É um mecanico muito competente que consertava motos, ele é muito forte e pesado é um dos piores para subir as rampas ou usar o nitro, a cor da sua roupa é azul escuro e chega geralmente em último lugar nas corridas, é um homem muito determinado e serio, tem a barriga perfeita e muitos músculos.
Stefy: É uma garota muito radical e louca, que perdeu os pais quando era criança em uma corrida, apos isso ela decidiu seguir a mesma carreira deles com muito cuidado,tem um ódio mortal por Lenny que sempre ganhou dela nas corridas,ela se veste de uma maneira muito original é uma verdadeira "arco-iris" ambulante, sua cor é rosa e todas suas motos também.